# Mordisco
Mordisco es un álbum Pop rock de Emmanuel Horvilleur editado en el 2007 y ganador de un premio Gardel 2008 en la categoría de Mejor Álbum de Artista Masculino Pop. Es su tercer disco como solista, y sucesor de Rocanrolero, conformado por once canciones producidas y dirigidas musicalmente por Emmanuel y Rafa Arcaute, con la participación de varios invitados como Ana Álvarez de Toledo, Nico Cota, Lucas Martí y Gustavo Cerati. El trabajo fue mezclado por Héctor Castillo en los estudios Looking Glass de Nueva York.

## Lista de canciones
| N.º | Título          | Escritor(es)         | Productor(es) | Duración |  |
| 1.  | «Pago la noche» | E. Horvilleur        | E. Horvilleur | 02:36    |  |
| 2.  | «Radios»        | E. Horvilleur, Marti | E. Horvilleur | 04:11    |  |
| 3.  | «Llamame»       | E. Horvilleur        | E. Horvilleur | 03:17    |  |
| 4.  | «19»            | E. Horvilleur        | E. Horvilleur | 03:17    |  |
| 5.  | «Tu hermana»    | E. Horvilleur        | E. Horvilleur | 03:52    |  |
| 6.  | «Hola»          | E. Horvilleur        | E. Horvilleur | 04:16    |  |
| 7.  | «Linda»         | E. Horvilleur        | E. Horvilleur | 04:04    |  |
| 8.  | «Ella»          | E. Horvilleur, Marti | E. Horvilleur | 02:13    |  |
| 9.  | «Yo lobo»       | E. Horvilleur        | E. Horvilleur | 03:09    |  |
| 10. | «Tu estado»     | E. Horvilleur        | E. Horvilleur | 03:38    |  |
| 11. | «Chica de rosa» | E. Horvilleur        | E. Horvilleur | 01:59    |  |

## Cortes de difusión
| Año  | Sencillo                  | Posición más alta (ARG) |
| ---- | ------------------------- | ----------------------- |
| 2007 | "Radios"                  | 1                       |
| 2008 | "Tu Hermana"              | 2                       |
| 2008 | "Llámame"                 | 4                       |
| 2009 | "19" (con Gustavo Cerati) | 10                      |